# 法莱斯 (阿登省)
法莱斯（法語：Falaise，法語發音：[falɛz] ⓘ）是法国阿登省的一个市镇，位于该省东南部，属于武济耶区和阿登阿戈讷市镇公共社区，其市镇面积为9.52平方公里，2022年1月1日时人口数量为342人。
法莱斯是阿登阿戈讷市镇公共社区的组成部分。

## 行政
法莱斯的邮政编码为08400，INSEE市镇编码为08164。

## 地理

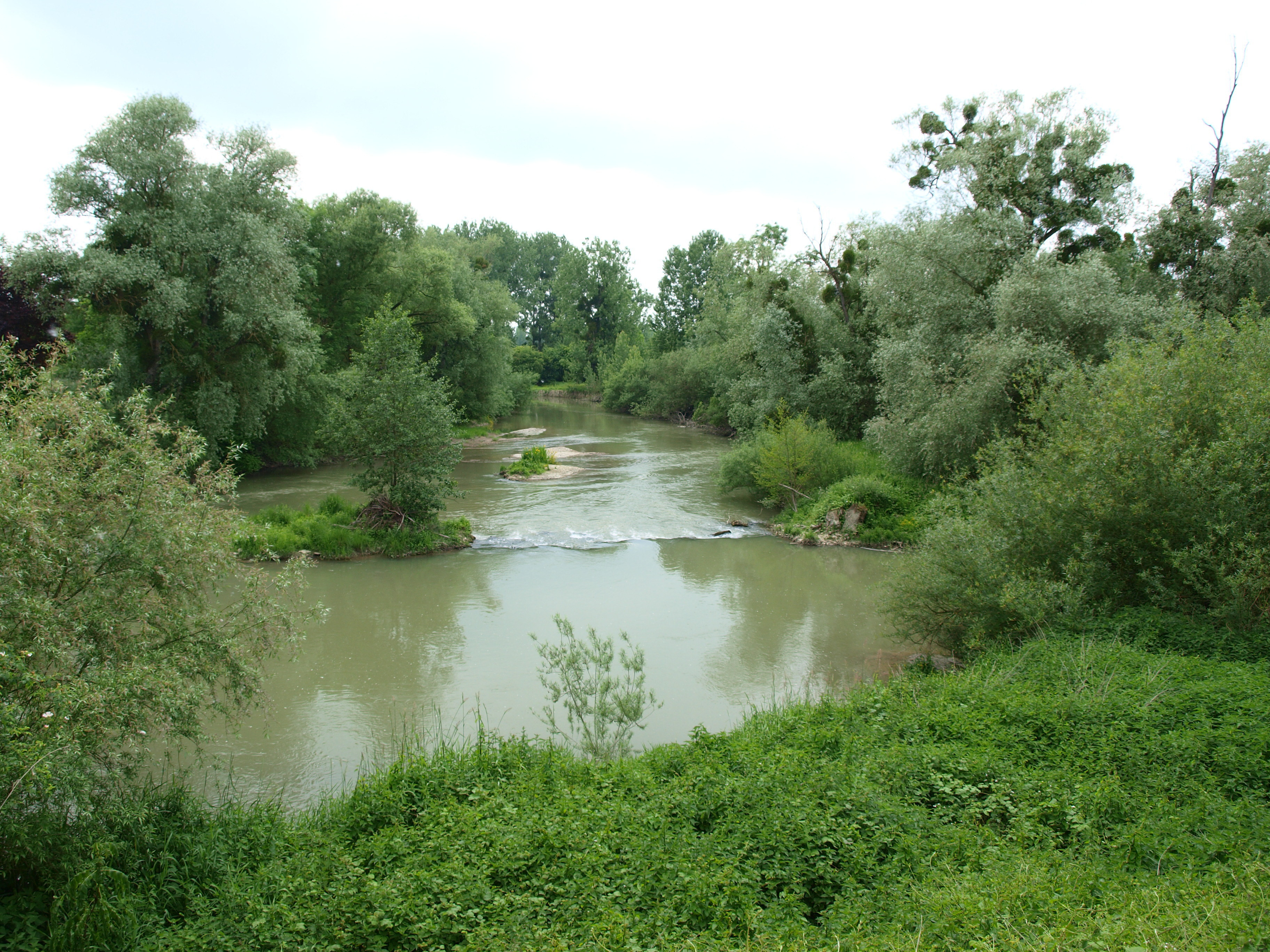
埃纳河法莱斯段

法莱斯（49°22'42"N, 4°43'46"E）位于法国东北部，大东部大区西北部和阿登省东南部。
与法莱斯接壤的市镇包括：拉克鲁瓦欧布瓦、隆韦、奥利济-普里马、埃纳河畔萨维尼、武济耶。
法莱斯位于埃纳河干流右岸，属于塞纳河流域。境内以平原和浅丘为主，镇中心地势平坦。
按照柯本气候分类法，法莱斯属于温带海洋性气候，全年温差较小，降水分布均匀。

## 历史
法莱斯历史上长期为一普通村落，中世纪出现教堂，法国大革命后成为一个市镇。

## 交通
阿登省省道D41线经过法莱斯镇中心，D946线则经过市镇范围的东北部。

## 政治
现任法莱斯市长为雅克·朗特努瓦先生（Jacques Lantenois）。

## 人口
| 年份   | 1936 | 1946 | 1954 | 1962 | 1968 | 1975 | 1982 | 1990 | 1999 | 2006 | 2007 | 2008 | 2013 | 2018 |
| ------ | ---- | ---- | ---- | ---- | ---- | ---- | ---- | ---- | ---- | ---- | ---- | ---- | ---- | ---- |
| 人口數 | 344  | 338  | 349  | 322  | 306  | 269  | 253  | 326  | 326  | 342  | 344  | 346  | 325  | 333  |

## 景观

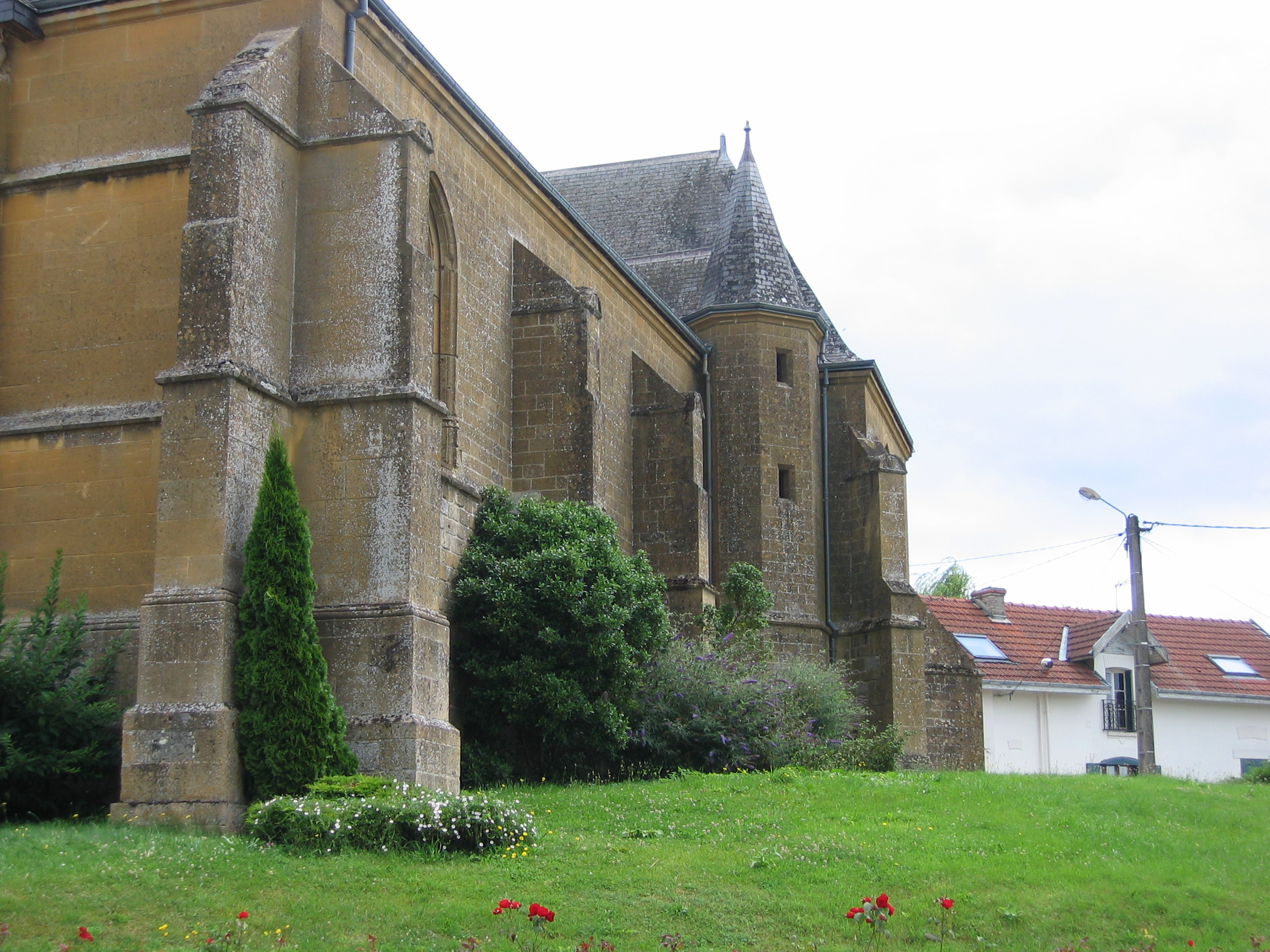
圣日耳曼教堂

法莱斯圣维克多教堂（Eglise Saint-Victor）是当地的主要历史建筑。